# Ramsele landsfiskalsdistrikt
Ramsele landsfiskalsdistrikt var 1918–1964 ett landsfiskalsdistrikt i Västernorrlands län, bildat när Sveriges indelning i landsfiskalsdistrikt trädde i kraft den 1 januari 1918, enligt beslut den 7 september 1917. Den 1 januari 1965 avskaffades i Sverige samtliga landsfiskaler och landsfiskalsdistrikt, och deras arbetsuppgifter delades upp på de nyskapade indelningarna polisdistrikt, åklagardistrikt och kronofogdedistrikt.
Landsfiskalsdistriktet låg under länsstyrelsen i Västernorrlands län.

## Ingående områden
När Sveriges nya indelning i landsfiskalsdistrikt trädde i kraft den 1 oktober 1941 (enligt kungörelsen den 28 juni 1941) tillfördes två kommuner (Edsele och Helgum) från det genom kungörelsen upplösta Helgums landsfiskalsdistrikt. Genom kommunreformen 1 januari 1952 uppgick Edsele landskommun i Ramsele landskommun.

### Från 1918
- Ramsele landskommun

### Från 1 oktober 1941
- Edsele landskommun
- Helgums landskommun
- Ramsele landskommun

### Från 1952
- Helgums landskommun
- Ramsele landskommun